# Cruzul
Cruzul (llamada oficialmente San Martiño de Cruzul) es una parroquia y una aldea española del municipio de Becerreá, en la provincia de Lugo, Galicia.

## Toponimia
El historiador Manuel Murguía consideraba que el nombre tenía el mismo origen que el del pueblo de Crozon, en Bretaña. López Santos lo hacía derivar de un improbable Sancta Crux. Monteagudo, con la colaboración de Nicandro Ares, lo hace derivar del nombre Craeci-urius, derivado de Craec-ius. En unos documentos de 1232 y 1325 el pueblo es citado como Crezur, y en 1434 como Crezul.

## Geografía física
El entorno de la parroquia de Cruzul es un paisaje de media montaña surcado por los valles fluviales profundamente encajados de afluentes del río Navia como el río Narón, también llamado río Cruzul.

## Protección medioambiental
El territorio de Cruzul, junto con el de la parroquia vecina de Agüeira, conforman la Zona especial de conservación (ZEC) de Cruzul-Agüeira.

### Flora
En Cruzul, a 600 metros de altitud, se encuentra el bosque de encinas más septentrional de Galicia, un encinar mediterráneo enclavado aquí en el dominio atlántico gracias al substrato rocoso calizo y las fuertes pendientes que le proporciona la sequedad del terreno necesaria. Más abajo, crecen bosques de melojo y aliso, y haya en las cotas más altas.

## Organización territorial
La parroquia está formada por tres entidades de población:
- Cruzul
- Venta de Cruzul (A Venda de Cruzul)[8]
- Vilar de Ousón

## Demografía

### Parroquia
| Gráfica de evolución demográfica de Cruzul (parroquia) entre 2000 y 2019 |
|                                                                          |
| Datos según el nomenclátor publicado por el INE.                         |

### Aldea
| Gráfica de evolución demográfica de Cruzul (aldea) entre 2000 y 2019 |
|                                                                      |
| Datos según el nomenclátor publicado por el INE.                     |

## Puentes
El valle del río Cruzul (o Narón) a su paso por la parroquia de Cruzul y justo antes de confluir con el río Navia, coincide tradicionalmente con un paso estratégico de la red de carreteras españolas: el que comunica Galicia con el resto del país. Desde la primitiva calzada romana, el medieval Camino francés hacia Santiago de Compostela, y el camino real del siglo XVIII que fue el embrión de la Nacional VI, hasta la autovía A-6 del siglo XXI, todas esas vías de comunicación tuvieron que sortear las dificultades orográficas y geológicas de esta parte del oriente de Galicia. Y lo hicieron construyendo puentes y viaductos de los que tres se encuentran en el territorio de la aldea de Cruzul.

### Puente de Cruzul
Es un puente construido a finales del siglo XVIII, durante el reinado de Carlos III, para salvar el desnivel del valle del río Cruzul y permitir así el paso del Camino Real de acceso a La Coruña desde Madrid. Es una obra de ingeniería de gran valor arquitectónico y patrimonial al ser la única obra neoclásica de la provincia de Lugo. Es un puente de piedra caliza con una longitud de 93 metros, una altura de 29 y un ancho de calzada de 8 metros, y conformado por tres arcos semicirculares de 12 metros de diámetro. Fue durante dos siglos el paso de la antigua Carretera Nacional N-VI hasta que a finales de los años 1980 se desviase su trazado con la construcción de un nuevo puente. Todavía es utilizado por los habitantes de las aldeas cercanas.
El puente fue también testigo de la resistencia gallega a la invasión napoleónica cuando los guerrilleros de la región se hicieron con más de mil fusiles que los soldados franceses habían escondido junto al puente. Está también documentado el enfrentamiento de los vecinos en el puente cuando el general Pedro Caro y Sureda llamó a la movilización.
Ante su evidente deterioro y falta de mantenimiento, y teniendo en cuenta que se encuentra en un espacio natural adscrito a la Red Natura 2000, el Colectivo Patrimonio dos Ancares presentó una solicitud en octubre del 2019 ante la Dirección General de Bellas Artes del Ministerio de Cultura para que el puente fuese declarado Bien de Interés Cultural (BIC) y se beneficiara así de una mayor protección.

### Viaducto de Cruzul
Se construyó en los años 1980 en el marco del Plan de Accesos a Galicia de 1970 y las obras concluyeron en 1987, como parte del nuevo trayecto de la N-VI cuyo último tramo Los Nogales-Becerreá se inauguró en 1988. Por su tamaño, supuso un giro radical en las comunicaciones por carreteras de la región.
Tiene una longitud total de 487 metros y una altura máxima sobre el fondo del valle de 103 metros. Le conforman seis vanos de 65 metros de luz y dos vanos de 47,5 en los extremos. La calzada tiene dos carriles de circulación sobre una plataforma de 11 metros de ancho total, y tiene un trazado en planta en forma de curva y contracurva dibujando una S cuyo centro de simetría coinciden con el centro de simetría del puente. Se destacó en su momento el novedoso procedimiento de construcción del tablero que, al igual que el del viaducto de Horta en el mismo tramo Los Nogales-Becerreá, consistió en la colocación mediante un carro de avance de voladizos sucesivos con dovelas prefabricadas.

### Viaducto del Narón
Se inauguró en 2002 y se sitúa en el km. 460 de la autovía A-6. De los trece viaductos del tramo Becerreá-Pedrafita es el más espectacular por su diseño en arco. Tiene casi 450 metros de largo y sus pilas alcanzan una altura máxima de 88 metros de altura, con una diferencia de cotas de 106 metros entre el punto medio del tablero y el cauce del río.